# Grupo Schahin
Grupo Schahin é um grupo de empresas que compreende Schahin Engenharia, Schahin Holding, Schahin Empreendimentos Imobiliarios, Schahin Desenvolvimento Imobiliário, Companhia Schahin de Ativos, Deep Black Drilling e MTS Participações e Schahin Óleo e Gás. É um das empresas citadas e investigadas na Operação Lava Jato.

## História
A Schahin Cury Engenharia e Comércio (SCEC) foi fundada em 1965 por três recém-formados engenheiros civis da Universidade Mackenzie, Salim Taufic Schahin, seu irmão Milton Taufic Schahin e Claudio Alberto Cury, O Banco Schahin  sucedâneo do Banco Schahin Cury, o qual por sua vez foi criado com o aproveitamento do patrimônio da Schahin Cury Corretora de Cámbio e Valores Mobiliários S/A - SCCCVM. A SCCCVM foi fundada em 1980, pelo Grupo Schahin Cury, o qual originalmente era uma construtora habitacional, denominada Schahin Cury Engenharia e Comércio LTDA.
Salim Taufic Schahin, usa tornozeleira eletrônica e não pode sair de sua residência no período noturno, das 20h às 6h.

## Operação Lava Jato
- 20 de abril de 2014 - Milton Schahin, diz em depoimento ao juiz Sergio Moro, na 13ª Vara Federal, em Curitiba, que pagou US$ 2,5 milhões em propina a diretores da Petrobras pelo contrato de operação e compra do navio-sonda Vitória 10.000. O executivo afirmou ainda que o empréstimo de R$ 12 milhões tomado pelo pecuarista José Carlos Bumlai ao Banco Schain foi quitado como parte das negociações do grupo com a estatal.[3]
- 27 de maio de 2015 - os executivos do Grupo Schahin são convocados a prestar depoimento à CPI da Petrobras, Milton Taufic Schahin, Salim Taufic Schahin, Rubens Taufic Schahin, Carlos Eduardo Schahin e Pedro Henrique Scharin permaneceram em silêncio diante dos questionamentos dos deputados.[4]

## Falência
Em 2 de março de 2018, as empresas do Grupo Schahin tiveram sua falência decretada pelo juiz da 2ª Vara de Falências e Recuperações Judiciais de São Paulo, diante do não cumprimento do plano de recuperação da empresa, homologado em março de 2016. As dívidas das recuperandas somam R$ 6,5 bilhões.
As empresas agora falidas são: Schahin Engenharia; Schahin Holding, Schahin Empreendimentos Imobiliarios; Schahin Desenvolvimento Imobiliário; Companhia Schahin de Ativos, Deep Black Drilling e MTS Participações.
Os bancos HSBC, Banco Tricury, BicBanco, ABC Brasil, Bradesco, Santander, Votorantim, Bonsucesso, Fibra, Pine e Rural estavam entre credores originalmente citados no processo de recuperação judicial.